# Lanuvium
Lanuvium (tegenwoordig Lanuvio, in Latium) is de naam van een oude Latijnse stad in de Albaanse Heuvels.
In 338 v.Chr., bij de ontbinding van de zogenaamde Latijnse Liga, verleenden de Romeinen aan de stad het Romeinse burgerrecht, en zij namen ook de plaatselijke cultus van de godin Iuno Sospita over. Lanuvium had zwaar te lijden onder de Romeinse burgeroorlogen, maar kende, anders dan andere steden in Latium, nog een bloeiperiode in de keizertijd. Milo, Roscius en de keizers Antoninus Pius en Commodus werden er geboren.
Lanuvium werd vaak verward met Lavinium: per vergissing kreeg het dan ook in de Middeleeuwen de naam Civita Lavinia.